# Tegucigalpa
Tegucigalpa Honduras fővárosa és legnépesebb városa. A Honduras középső részén fekvő medence középpontjában, 940–1080 m közötti tengerszint feletti magasságban fekszik.

## Földrajz
A várost 1300-1400 magas hegyvonulatok övezik, melyeken több kisebb-nagyobb patak tör át és melyek a Rio Cholutecában egyesülnek. Ez a folyó osztja ketté a várost. A folyó északi oldalán fekszik a dimbes-dombos terepen épült ősi Tegucigalpa, a déli részén pedig a fiatalabb Comayagüela városrész.

### Éghajlat
Tegucigalpa éghajlata a környező hegyek mérséklő hatása következtében szubtrópusi jellegű.
Az évi középhőmérséklet 21,8 Celsius-fok; a január átlaga 19,9 Celsius-fok, a júliusé pedig 22,1 Celsius-fok.
Az évi csapadék átlagmennyisége 1100 mm körül van, melynek döntő többsége a nyári esős évszakban hull le.
| Hónap                                                            | Jan. | Feb. | Már. | Ápr. | Máj. | Jún. | Júl. | Aug. | Szep. | Okt. | Nov. | Dec. | Év   |
| ---------------------------------------------------------------- | ---- | ---- | ---- | ---- | ---- | ---- | ---- | ---- | ----- | ---- | ---- | ---- | ---- |
| Átlagos max. hőmérséklet (°C)                                    | 25,7 | 27,4 | 29,5 | 30,2 | 30,2 | 28,6 | 27,8 | 28,5 | 28,5  | 27,3 | 26,0 | 25,4 | 27,9 |
| Átlaghőmérséklet (°C)                                            | 20,0 | 20,9 | 22,5 | 23,6 | 24,2 | 23,4 | 22,9 | 23,2 | 23,2  | 22,4 | 21,2 | 20,2 | 22,3 |
| Átlagos min. hőmérséklet (°C)                                    | 14,3 | 14,5 | 15,5 | 17,1 | 18,2 | 18,2 | 18,0 | 18,0 | 17,9  | 17,6 | 16,3 | 15,0 | 16,7 |
| Átl. csapadékmennyiség (mm)                                      | 5    | 4    | 10   | 43   | 143  | 158  | 82   | 88   | 177   | 108  | 40   | 10   | 868  |
| Havi napsütéses órák száma                                       | 220  | 231  | 269  | 246  | 217  | 171  | 192  | 204  | 183   | 201  | 198  | 210  | 2542 |
| Forrás: World Meteorological Organization, Hong Kong Observatory |      |      |      |      |      |      |      |      |       |      |      |      |      |

## Történelem

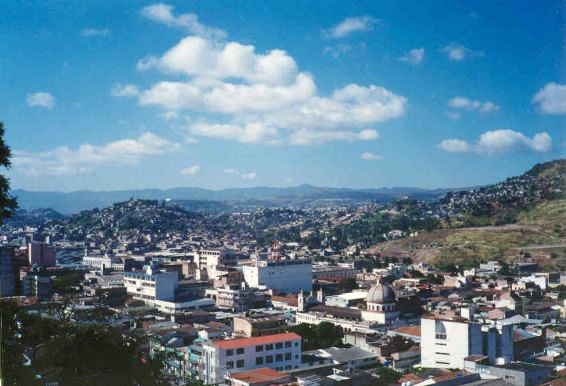
Tegucigalpa látképe

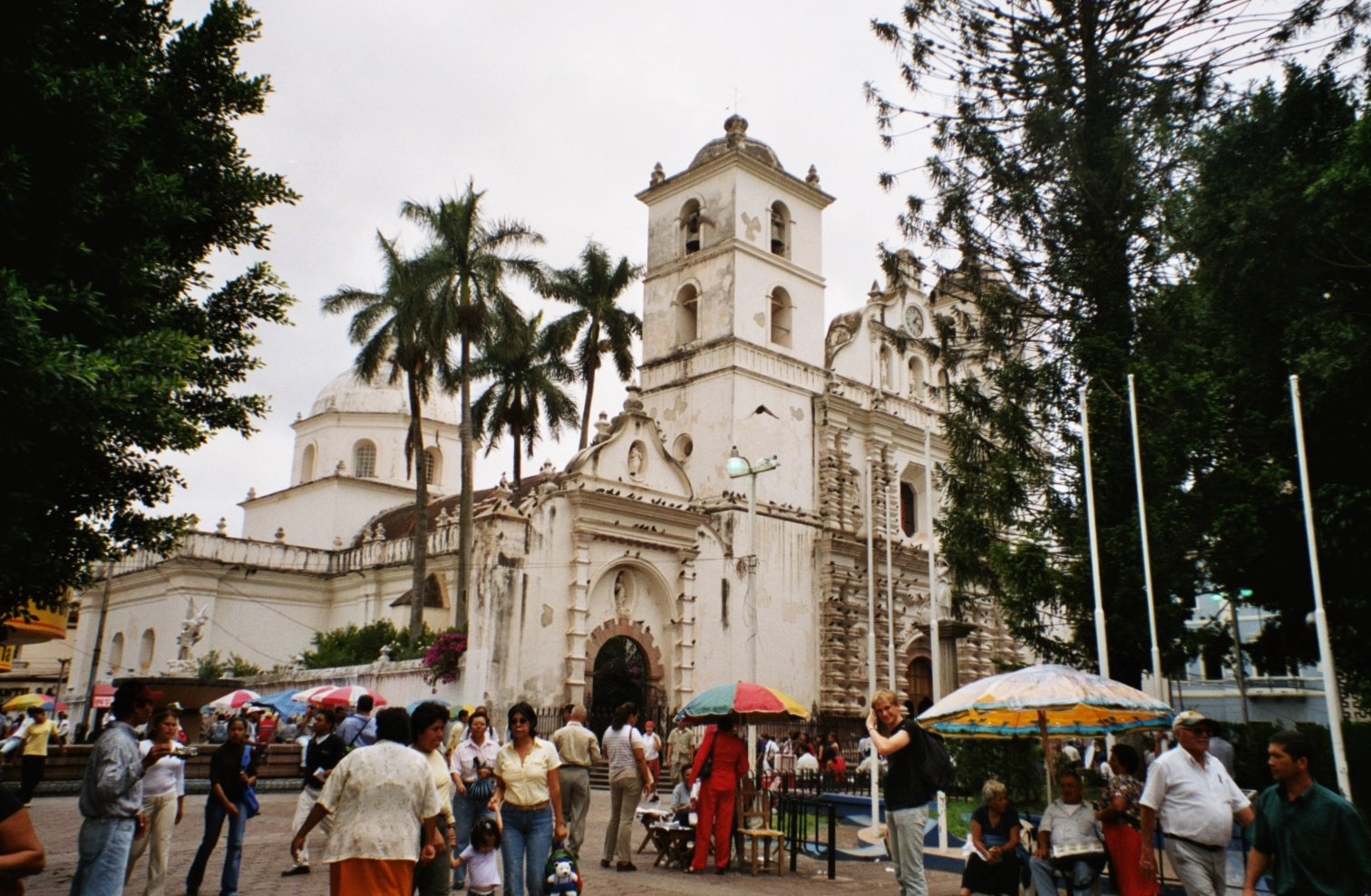
Tegucigalpa, Katedrális

Kolumbusz 1502-ben, negyedik útja alkalmával jutott el a mai Honduras vidékére, de sem őt sem pedig az utánajövőket nem érdekelte a terület.
A főváros helyén a konviszta idején indián falu állt, melynek környékén a XVI. század közepén az arany után kutató spanyolok ezüstre bukkantak.
Tegucigalpa városát, melynek neve ezüsthegy-et jelent egy itteni nagyobb telepescsoport alapította 1578-ban (akkori neve Taguzgalpa volt). Az ezüstbányászat fellendülése maga után vonta a kis település meggazdagodását.
1766-ban  Tegucigalpa kisvárosi rangra emelkedett, majd 1880-ban elhódította a fővárosi rangot is az 1537-ben alapított Comayaguától, 1938-ban pedig Distrito Central néven egyesítették a szomszédos Comayagüelával.
A várost gyakran pusztította földrengés, kisebb-nagyobb tűzvész és háború is, ezért többször is ujjáépítették.

## Gazdasága
Ipara elsősorban a környék mezőgazdaságának termékeit dolgozza fel; cukorgyártás, sörgyártás, kávépörkölés, valamint az ország hatalmas erdőségeit hasznosító fafeldolgozó ipara is jelentős. A környék kisüzemei pedig a közszükségleti cikkeket állítják elő.

## Népesség
A főváros Honduras legnagyobb városa, minden nyolcadik lakosa a fővárosban él.
A lakosság majd 80%-a mesztic, mellettük még indiánok és fehérek érdemelnek említést.; a négerek és a zambók (indián-néger keverékek) száma nem nagy.

## Nevezetességek

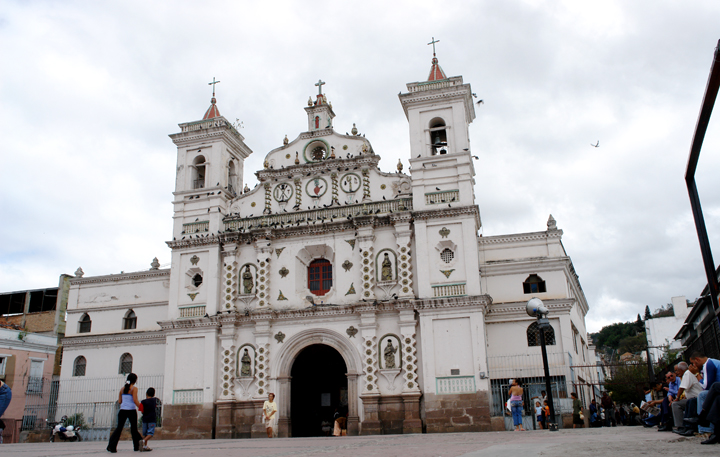
Los Dolores templom

- A város központjában található a Szent Mihály-székesegyház, a La Merced és a Los Dolores-templom.
- A La Leona park az óvárosban található. A téren van Francisco Morazán szülőháza.
- Juan Ramón Molina Nemzeti Könyvtár
- Az El Picachó-i Krisztus egy 32 méter magas Krisztus-szobor a város északi szélén.

## Közlekedés
A várost a jelentősebb kikötőkkel, mint Amapalával, San Lorenzóval autóút köti össze.
A város repülőtere a Toncontín nemzetközi repülőtér.

## Testvértelepülések
- Madrid, Spanyolország
- Tajpej, Tajvan
- Belo Horizonte, Brazília
- New Orleans, Louisiana, Egyesült Államok
- Guadalajara, Mexikó